# Лидиевка (шахта, Донецк)
«Лидиевка» (укр. «Лідіївка») — угольная шахта в Донецке. Является обособленным подразделением государственного предприятия «Донецкая угольная энергетическая компания».

## История
Основана на землях помещицы Горбачевой. Была названа «Лидия» по имени дочери О. Шена, основавшего шахту. В 1900 году был заложен новый ствол шахты 2/7 «Лидиевка». В 1904 году получили первые тонны угля.
На шахте работала шахтёрская коммуна Джона Пинтера. Сам Пинтер с 1930 по 1932 годы был заместителем начальника шахты. В музее шахты хранятся его вещи.
В годы Великой Отечественной войны оборудование шахты было эвакуировано за Урал, были затоплены подземные выработки, взорван скиповый ствол, разрушены наземные строения.
Начала снова работать в 1949 году. Проектная мощность 300 тысяч тонн угля в год. В 2003 году дала 251 тысячу тонн угля. Шахтное поле вскрыто пятью вертикальными стволами и двумя скважинами. Отнесена к сверхкатегорийным по метану. В 1999 году имела 5 очистных и 9 подготовительных горных выработок. Отрабатывала пласты k6, l1, l7, l8 '.
На шахте работал доставщиком-лесогоном Сергей Каспрук. Впоследствии он использовал для создания первой копии пальмы Мерцалова рельсу 1901 года с маркировкой Ю. В. Ж. Д., которая лежала на заброшенном горизонте шахты.
В сквере шахты «Лидиевка», на аллее Героев установлены памятники в память о революционных событиях 1905—1907 годов на шахтах Лидиевских рудников; командиру продотряда товарищу Галунову, убитому в 1920 году; воинам-лидиевцам, павшим в боях за Родину в 1941—1945 годах; Николаю Куценко.
В шахтном поселке действует Православный Храм Святого Архистратига Михаила. Дата обращения: 19 июля 2018. Архивировано из оригинала 3 декабря 2012 года..

## Фотогалерея

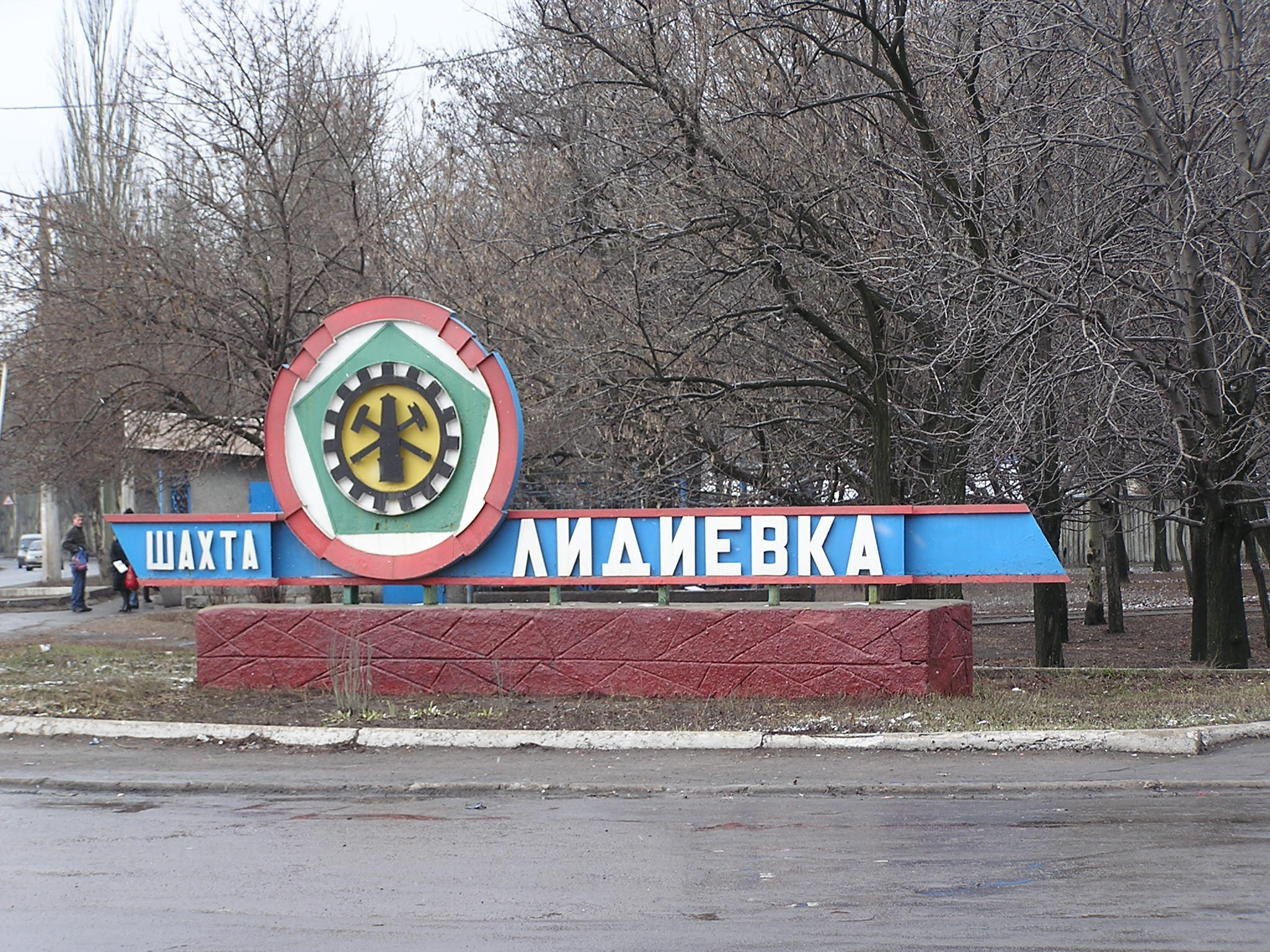
Знак перед шахтой
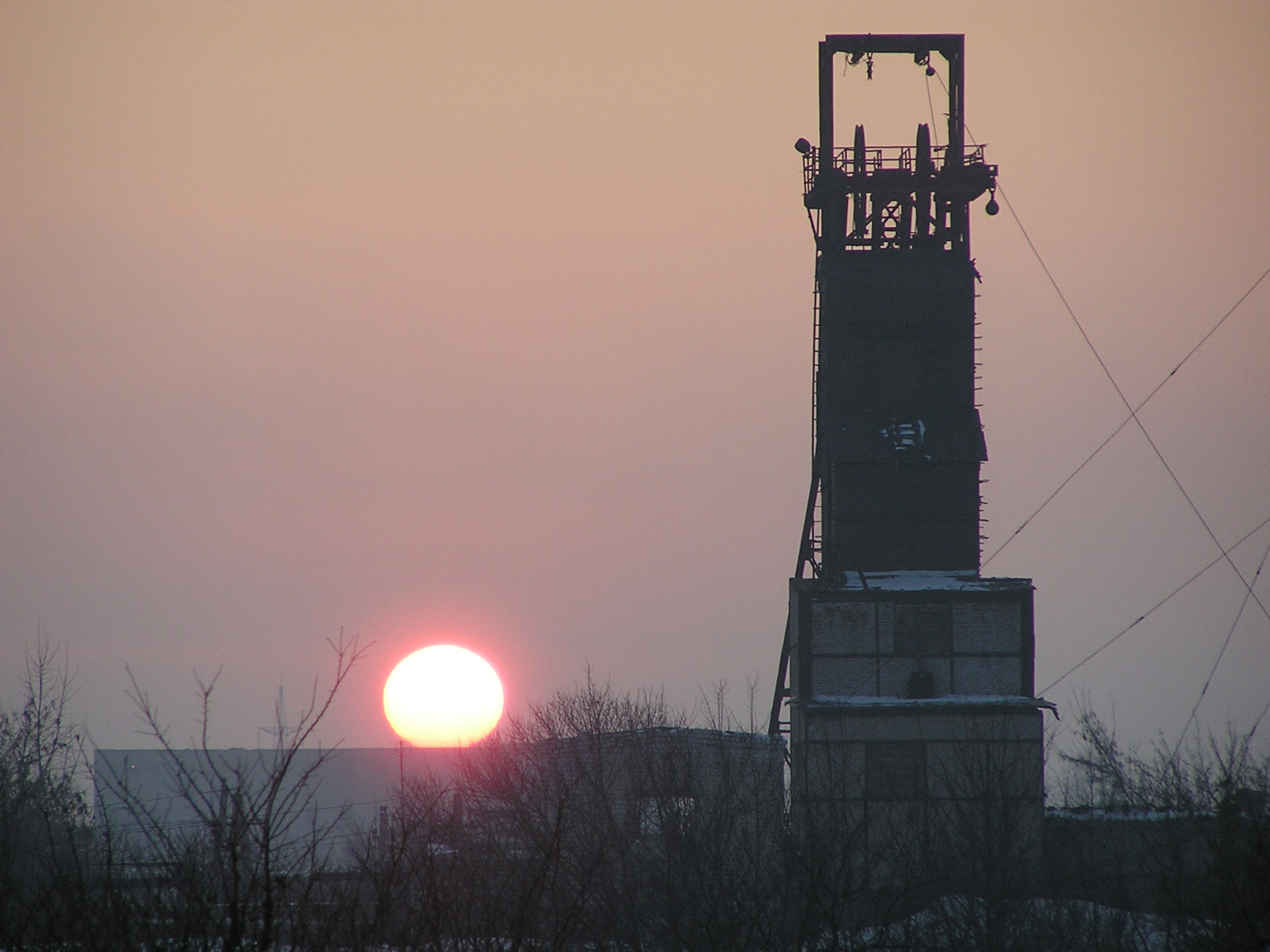
Шахтный эксплуатационный копёр
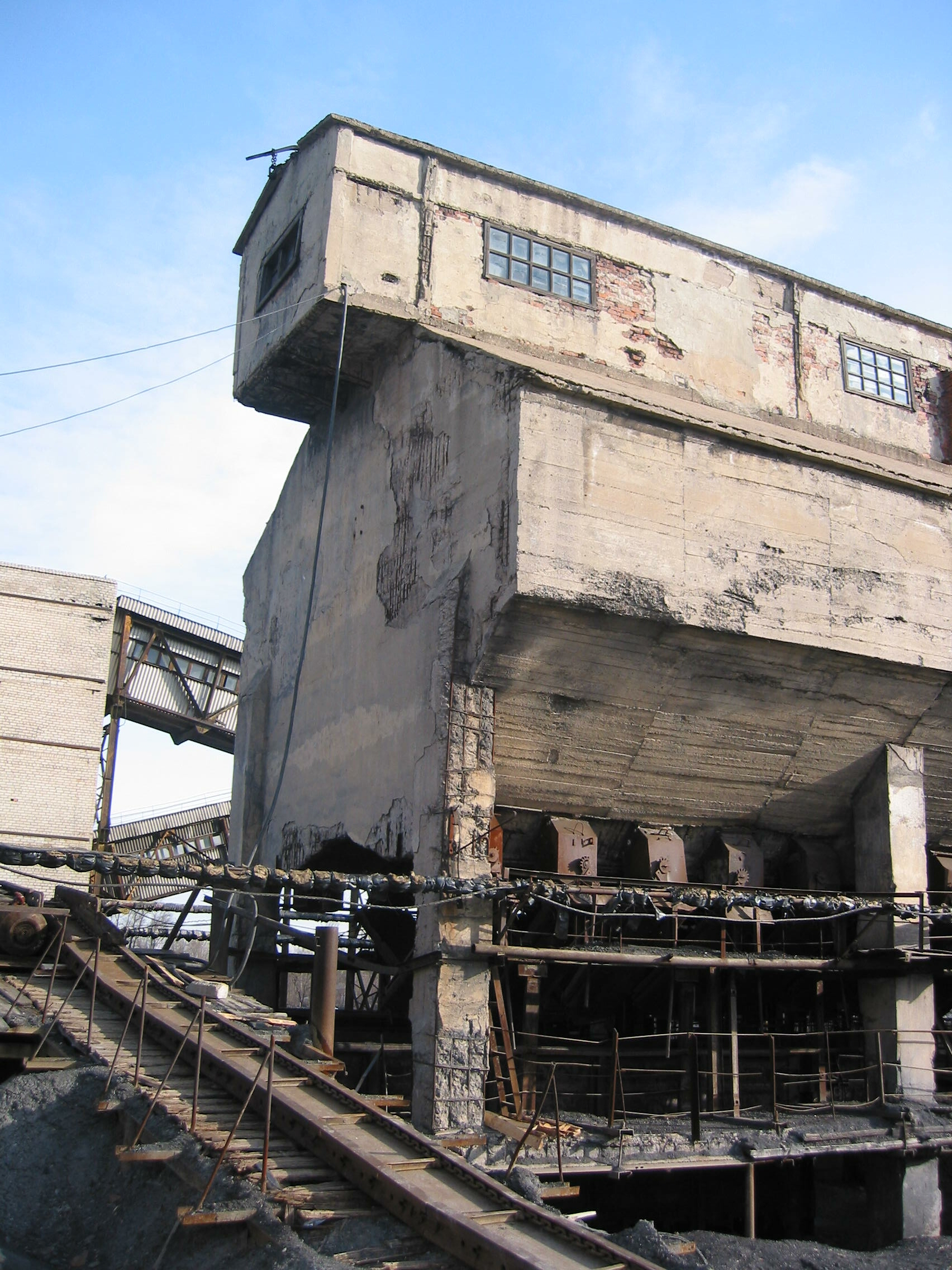
На шахте
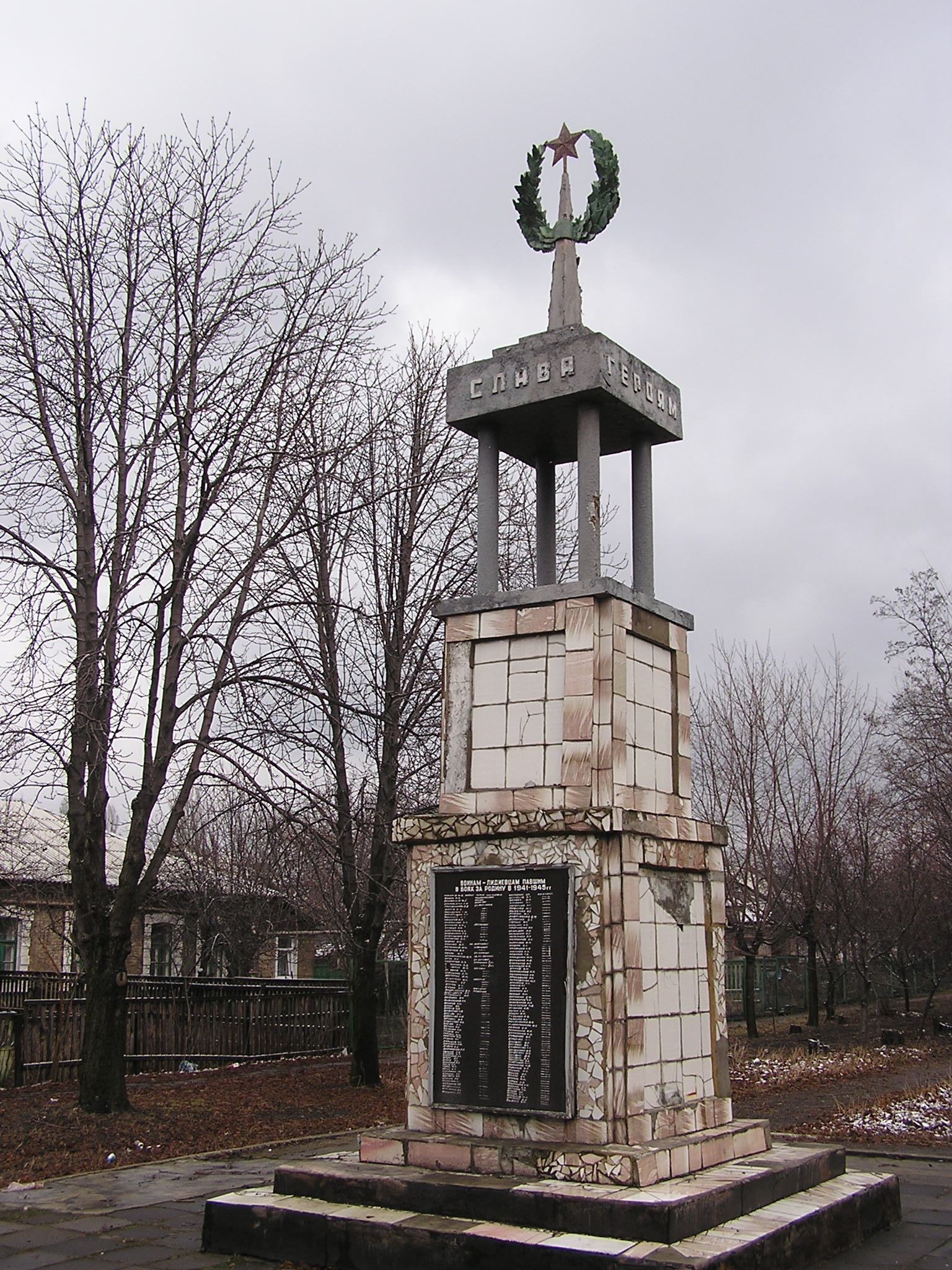
Памятник воинам-лидиевцам, павшим в 1941—1945 годах